# هربرت هنري دو
هربرت هنري دو (بالإنجليزية: Herbert Henry Dow)‏ هو كيميائي ومخترِع وشخصية أعمال أمريكي، ولد في 26 فبراير 1866 في أونتاريو في كندا، وتوفي في 15 أكتوبر 1930 في ميدلاند في الولايات المتحدة بسبب تشمع الكبد.

## وصلات خارجية
- هربرت هنري دو على موقع الموسوعة البريطانية (الإنجليزية)
- هربرت هنري دو على موقع إن إن دي بي (الإنجليزية)